# Pro Cantione Antiqua
L'ensemble  Pro Cantione Antiqua a été fondé à Londres dans les années 1960 par le ténor  James Griffett, le contre ténor Paul Esswood, le chef d'orchestre et producteur Mark Brown ainsi que le chef d'orchestre et musicologue Bruno Turner. 
Leur enregistrement  The Flowering of Renaissance Choral Music sous le label Archiv a été particulièrement remarqué à la fin des années 1970.